# اینگرام ۶۲۸۵
سیارک ۶۲۸۵ (به انگلیسی: 6285 Ingram، نامگذاری:1981EA26) شش هزار و دویست و هشتاد و پنجمین سیارک کشف شده‌است که در ۲ مارس ۱۹۸۱ کشف شد.
قدر مطلق سیارک برابر ۱۳.۵ است.